# Les Épines et les Roses
Les Épines et les Roses est un récit autobiographique de l'ancien garde des sceaux Robert Badinter sur son expérience et son parcours de ministre de la Justice.

## Présentation

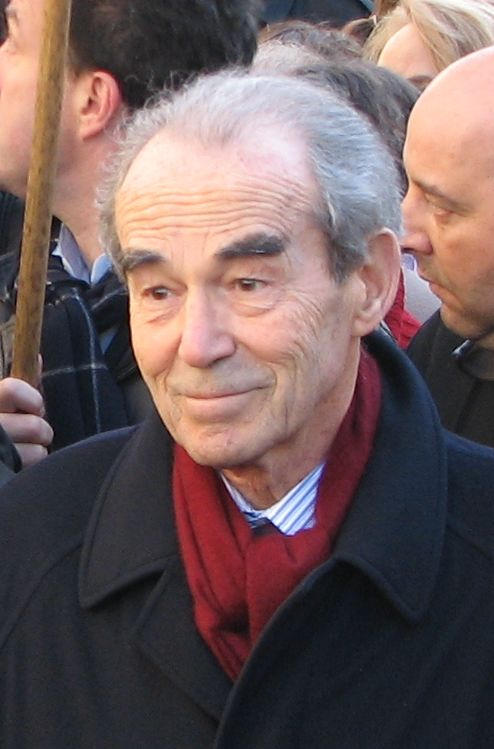
Robert Badinter

Dans ce livre autobiographique, Robert Badinter raconte son parcours de ministre au lendemain de l’abolition de la peine de mort en octobre 1981 pour laquelle il s'est battu, et se termine par son départ du ministère en février 1986.
Il évoque ce qu'il a largement contribué à réaliser, les textes sur l’abolition de la peine de mort, la dépénalisation de l’homosexualité, l'amélioration des droits des victimes, la possibilité d'ester devant la Cour européenne des droits de l’homme ou la suppression des juridictions d’exception parmi ses principales actions.
Il marque aussi ses difficultés et les actions qu'il n'a pu mener à leur terme comme les problèmes liés à la surpopulation carcérale, à la garantie des libertés individuelles sur le plan pratique.
Dans une interview au Nouvel observateur du 17 mars 2011 Robert Badinter pense que choisir un homme comme lui « n'était pas politique ». Avant d'accepter, malgré le long combat mené contre la loi « Sécurité Liberté » de Peyrefitte puis l’affaire Patrick Henry, Il s'était beaucoup interrogé sur le fait d'aller contre l'opinion majoritaire mais la conviction qu'il fallait saisir cette occasion avait fini par l'emporter.

## Édition
Les Épines et les Roses, Robert Badinter, éditions Fayard, 16 mars 2011, 396 pages,  (ISBN 2213662592)